# Ja Nein Vielleicht
Ja Nein Vielleicht ist ein Lied des deutschen DJ- und Musikproduzenten-Duos Stereoact aus dem Jahr 2019, in Zusammenarbeit mit der deutschen Pop- und Schlagersängerin Vanessa Mai. Das Stück ist die dritte Singleauskopplung aus Mais sechsten Studioalbum Für immer.

## Entstehung und Artwork
Geschrieben wurde das Lied gemeinsam von Dominik Köhl, Buket Kocates, Joshua Stolten, Matthias Zürkler (B-Case) sowie den beiden Stereoact-Mitgliedern Rico Einenkel und Sebastian Seidel. Mit Ausnahme von Buket Kocates zeichneten alle Autoren auch für die Produktion verantwortlich. Das Mastering erfolgte durch das Produzentenduo Truva, bestehend aus Timothy Auld und Benedikt Schöller.
Auf dem Frontcover der Single ist lediglich der Liedtitel sowie die Interpretenangabe in schwarzer Schrift, auf weißem Hintergrund, zu sehen. Die Worte „Ja“, „Nein“ und „Vielleicht“ sind untereinander mit Kästchen zum ankreuzen angebracht, wobei das Kreuz bei „Ja“ gesetzt wurde. Ein alternatives Cover zeigt das gleiche Artwork, nur dass die Farben vertauscht wurden, sodass der Hintergrund schwarz und die Aufschrift weiß gehalten ist.

## Veröffentlichung und Promotion

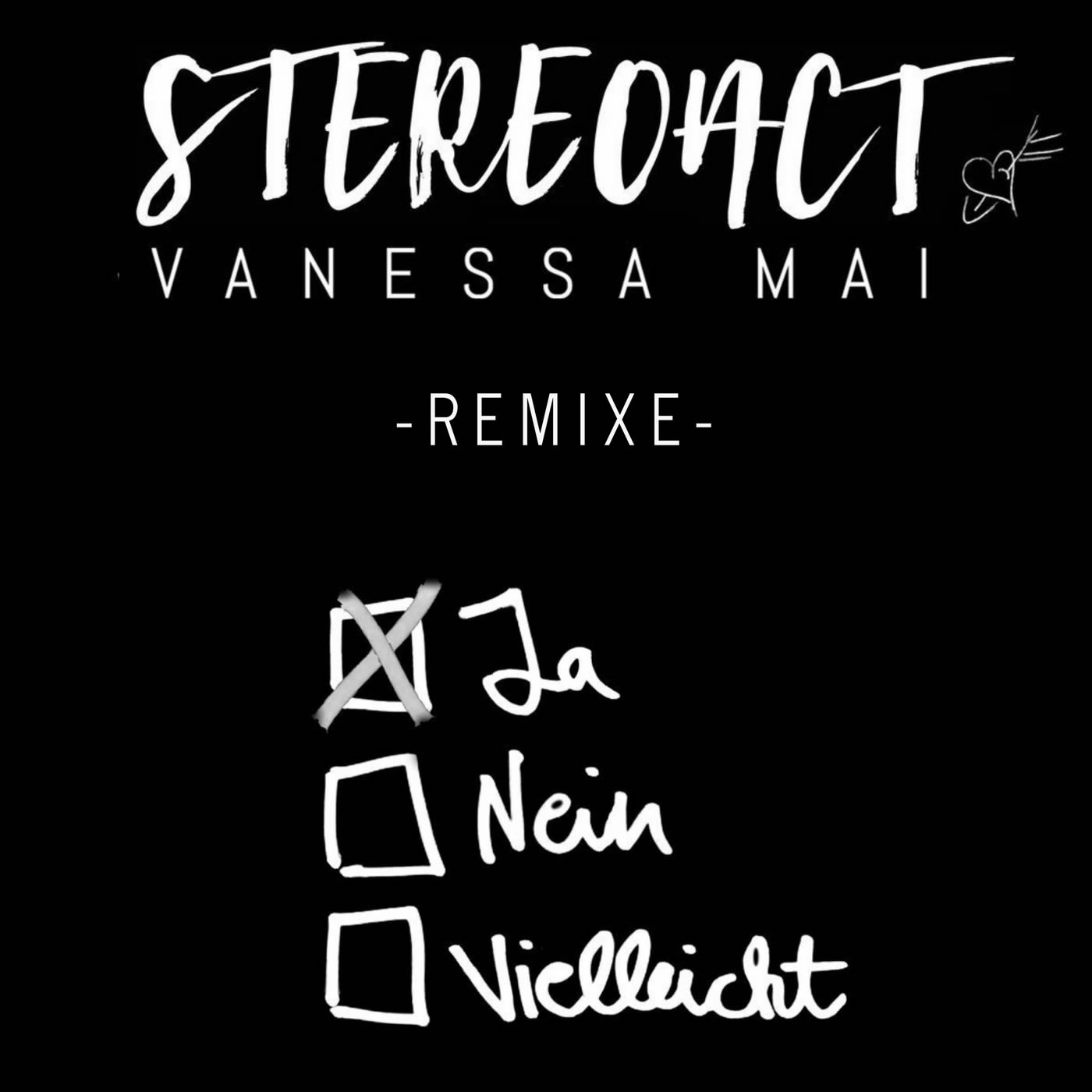
Alternatives Cover der Remix-EP

Die Erstveröffentlichung von Ja Nein Vielleicht erfolgte als Single am 25. Oktober 2019. Diese erschien als digitaler Einzeltrack zum Download und Streaming bei Ariola (Katalognummer: 88644807251). Während Sony Music Entertainment für den Vertrieb verantwortlich war, wurde das Lied durch den Con Basso Musikverlag, Edition AK Entertainment und den Roba Music Verlag verlegt.
Am 6. Dezember 2019 erschien eine digitale Remix-EP mit fünf verschiedenen Remixversionen des Liedes (Katalognummer: 88644813225). Obwohl es sich um einen Gastbeitrag von Vanessa Mai handelt, wurde das Lied nie auf einem Album Stereoacts veröffentlicht, stattdessen erschien es am 24. Januar 2020 als Teil von Mais sechsten Studioalbum Für immer (Katalognummer: 19075961052), dessen dritte Singleauskopplung es darstellt.

## Hintergrund
Bei Ja Nein Vielleicht handelt es sich nach fünf Studioalben um den ersten offiziell veröffentlichten Gastbeitrag von Vanessa Mai, bei dem sie jemand anderes unterstützt. Zuvor erhielt sie immer Unterstützung von Gastmusikern, wenn sie mit anderen kooperierte.
Ja Nein Vielleicht ist bereits die zweite Zusammenarbeit zwischen Mai und Stereoact. Im Jahr 2016 tätigte das DJ-Duo bereits einen Remix zu Mais Single Mein Herz schlägt Schlager. Dieser erschien zunächst auf dem gleichnamigen Sampler am 22. Juli 2016 (Katalognummer: Sony 88985348522) sowie als Bonustitel Für Dich nochmal, einer Neuauflage von Mais dritten Studioalbum Für Dich, die am 21. Oktober 2016 erschien (Katalognummer: Ariola 88985 36536 2).

## Inhalt
Der Liedtext zu Ja Nein Vielleicht ist in deutscher Sprache verfasst. Die Musik und der Text wurden gemeinsam von B-Case, Dominik Köhl, Buket Kocates, Joshua Stolten sowie den beiden Stereoact-Mitgliedern Rico Einenkel und Sebastian Seidel in C-Dur komponiert beziehungsweise getextet. Musikalisch bewegt sich das Lied im Bereich der elektronischen Tanzmusik und der Popmusik, stilistisch im Bereich des Dance-Pops.
Inhaltlich geht es laut Label um die Vielfältigkeit des menschlichen Daseins und die Gestaltungs-Möglichkeiten, die sich aufgrund der täglichen Entscheidungen ergeben.
Aufgebaut ist das Lied auf zwei Strophen und einem Refrain. Es beginnt mit der ersten Strophe, die als Sechszeiler verfasst wurde. An diese schließt sich erstmals der vierzeilige Refrain an. Der gleiche Aufbau wiederholt sich mit der zweiten Strophe, allerdings setzt diese sich aus neun Zeilen zusammen. Nach dem zweiten Refrain endet das Lied zum Ausklang mit dem sogenannten Postchorus, der überwiegend lediglich diverse Male die Zeile „Ja, nein, ja, nein, vielleicht?“ wiederholt. Der Gesang stammt nur von Vanessa Mai, Stereoact wirkt lediglich an der Studioproduktion mit.

„Sag mir ja, nein, vielleicht? Ich kann mich nicht entscheiden.

Ich weiß nicht, ob es reicht, sag willst du heut hier bleiben?

Ja, nein, vielleicht? Perfekt für den Moment.

Komm her, lass dich treiben! Ja, nein, ja, nein, vielleicht?“

## Musikvideo
Das Musikvideo zu Ja Nein Vielleicht feierte seine Premiere am 25. Oktober 2019 auf der Videoplattform YouTube. Es zeigt Vanessa Mai, der es in ihrem Alltag schwerfällt, konkrete Entscheidungen zu treffen. Man sieht sie unter anderem beim Tanken, beim Bäcker, in einer Eisdiele oder in einer Bar. Sie wird dabei immer von den beiden Stereoact-Mitgliedern bedient. Das Video endet mit Mai, die einen Drink zu sich nimmt und währenddessen ein Stück Papier mit der Frage „Ja – Nein – Vielleicht“ zugeschoben bekommt, wobei sie lächelnd ihr Kreuz bei „Ja“ setzt. Die Gesamtlänge des Videos beträgt 2:48 Minuten. Regie führte der Wuppertaler Filmemacher Marvin Ströter. Bis Dezember 2024 zählte das Musikvideo über 1,6 Millionen Aufrufe auf YouTube.

## Mitwirkende
| Liedproduktion - Timothy Auld: Mastering - Rico Einenkel: Komposition, Liedtext, Musikproduktion - Dominik Köhl: Komposition, Liedtext, Musikproduktion - Buket Kocates: Komposition, Liedtext - Vanessa Mai: Gesang - Benedikt Schöller: Mastering - Sebastian Seidel: Komposition, Liedtext, Musikproduktion - Joshua Stolten: Komposition, Liedtext, Musikproduktion - Matthias Zürkler (B-Case): Komposition, Liedtext, Musikproduktion | Unternehmen - Ariola: Musiklabel - Con Basso Musikverlag: Musikverlag - Edition AK Entertainment: Musikverlag - Roba Music Verlag: Musikverlag - Sony Music Entertainment: Vertrieb Musikvideo - Viktor Heinz: Filmproduktion - Marvin Ströter: Filmproduktion, Regie |

## Rezensionen
Toni Hennig vom deutschsprachigen Online-Magazin laut.de bewertete das Album Für immer mit lediglich einem von fünf Sternen. In Ja Nein Vielleicht laute es: „Hab’ keine Zweifel mehr, vergiss die Vernunft“. Hier stelle die Sängerin ihrem völlig überforderten Objekt der Begierde, das sie gerade zufällig gesichtet habe, die Frage: „Willst du heut’ hier bleiben? […] Wir vertrauen uns fast schon blind“, trällere sie wenig später, ohne dass es überhaupt den Hauch einer Chance gehabt habe, kurz einen vernünftigen Satz zusammenzubringen. Zum Schluss zweifele sie zwar kurz: „Ich weiß nicht, ob’s für immer reicht“. Dem schleudere sie jedoch ein ungemein entschlossenes „doch“ entgegen. Bei so viel Liebe wolle man am liebsten schreiend wegrennen.